# Metacanthus meridionalis
Metacanthus meridionalis är en insektsart som först beskrevs av Costa 1843.  Metacanthus meridionalis ingår i släktet Metacanthus och familjen styltskinnbaggar. Inga underarter finns listade i Catalogue of Life.